# Spanish Ship Bay
Spanish Ship Bay är en vik i Kanada.   Den ligger i provinsen Nova Scotia, i den östra delen av landet, 1 100 km öster om huvudstaden Ottawa.